# Samsung Kies
Chronologie des versions
Smart Switch
Samsung Kies est un logiciel lancé en 2016 permettant la synchronisation entre un smartphone ou téléphone portable Samsung et un ordinateur sous Windows ou Mac OS.

## Présentation
Il est nécessaire de l'installer sur Mac OS et Windows pour avoir accès au téléphone. Il est gratuit et propriétaire. Ce logiciel  permet de nombreuses fonctions entre le téléphone et l'ordinateur pour importer et exporter des contacts, photos, vidéos, musiques, Podcasts…
On peut utiliser Samsung Apps, sauvegarder et restaurer les données du téléphone, mettre à jour le téléphone… Il dispose également de la fonction Kies Air, similaire à Air Droid, permettant d'échanger des données sans branchement d'un câble, en Over-The-Air. 
Cependant ce logiciel est considéré comme lent[réf. nécessaire] et a été remplacé par Smart Switch, un programme du même type, plus performant.